# Adacnarca polarsterni
Adacnarca polarsterni is een tweekleppigensoort uit de familie van de Philobryidae. De wetenschappelijke naam van de soort is voor het eerst geldig gepubliceerd in 2003 door Egorova.